# Война миров (фильм, 1953)
Война миров (англ. The War of the Worlds) — художественный фильм, драма, фантастический фильм режиссёра Байрона Хэскина, вышедший на экраны в 1953 году. Создан по мотивам одноимённого романа Герберта Уэллса. Действие фильма перенесено в США в 1950-е годы и, имея некоторые отличия от романа Уэллса, в целом близко к сюжету книги.
Картина была противоречиво воспринята критикой. Спецэффекты в картине соответствовали лучшим образцам своего времени, однако негативно был оценён нарочитый религиозный пафос и невнятная актёрская игра.
Картина часто цитируется и оказала значительное влияние на развитие жанра кинофантастики. Получила премию «Оскар» за спецэффекты. В 1988 году был снят одноимённый телесериал как сиквел данной картины.

## Сюжет
Действие романа Уэллса перенесено в Калифорнию 1950-х годов. В начале повествования диктор рассказывает о враждебных планах марсиан по захвату Земли в связи с истощением ресурсов их родной планеты. После начальных чёрно-белых кадров картина становится цветной.
Жители калифорнийского городка Линда Роза наблюдают падение на землю крупного метеорита. Власти города решают привлечь к событию внимание группы учёных, отдыхавших неподалёку. Сотрудник «Pacific Institute of Science And Technologies» Клэйтон Форрестер (астроном и ядерный физик) соглашается помочь и выезжает к месту падения. Здесь он знакомится с местной библиотекаршей Сильвией Ван Бюрен. Приблизившись, он обнаруживает, что упавшее тело предположительно полое изнутри и создаёт повышенный радиоактивный фон. Жители города расходятся, ожидая, когда предмет остынет. Тем временем тело, оказавшееся космическим кораблём пришельцев, открывается изнутри, и марсиане убивают оказавшихся поблизости людей. В городе пропадает электричество и перестают работать практически все металлические приборы из-за того, что они сильно намагничиваются.
Марсиане начинают наступление на Землю и её обитателей. Они перемещаются на летающих тарелках и атакуют землян разрушительными тепловыми лучами. На помощь приходит американская армия. Дядя Сильвии пастор Мэтью Коллинз попытался вразумить инопланетян молитвой, но был немедленно уничтожен. Военные открывают огонь по врагу из всех видов оружия, но их действия бесполезны. Вражеские корабли закрыты силовым полем. Жители Линда Роза в панике покидают город. Клейтон и Сильвия спасаются бегством на небольшом самолёте, но после выстрела одной из тарелок вынуждены приземлиться где-то в пустыне. Спасаясь от наводнивших окрестности марсиан, они укрываются в заброшенном доме. Помещение начинает обследовать корабль марсиан при помощи выдвижного щупальца с подобием видеокамеры на конце. Клейтон отбивается от зашедшего в дом марсианина и отрубает механическое щупальце. Паре землян удаётся сбежать, доставив образец крови пришельца и их технологий властям.
После захвата марсианами стратегических земных пунктов обороны в Вашингтоне решают пойти на крайнюю меру и нанести по врагу ядерный удар. В окрестностях Лос-Анджелеса, на месте первой высадки марсиан, на них со стратегического бомбардировщика Northrop YB-49 сбрасывают самую мощную из имеющихся в земном арсенале атомных бомб. Всё бесполезно — противнику не нанесено никакого урона. Крупнейшие города Земли лежат в руинах. Начинается бегство жителей из Лос-Анджелеса. Обезумевшие горожане выбрасывают Форрестера из последнего грузовика, и он вынужден остаться в городе, брошенном жителями. В небольшой церкви Форрестер находит Сильвию. Начинается наступление летающих тарелок, и все оставшиеся в живых ожидают скорой смерти, но неожиданно марсиане останавливаются и их корабли замирают. Все инопланетяне оказываются мертвы – они погибли от воздействия земных микроорганизмов, так как у них не было иммунитета. Последняя реплика диктора за кадром относит спасение к чудесному божественному провидению, спасшему людской род от полного истребления.

## В ролях
- Джин Барри — Клэйтон Форрестер
- Энн Робинсон — Сильвия Ван Бюрен
- Лес Тремейн — генерал Манн
- Роберт Корнтуэйт — доктор Приор
- Льюис Мартин — пастор Мэттью Коллинз
- Пол Фрис — радиорепортёр
- Джек Крушен — Сальваторе
- Сандро Джильо — доктор Билдербек
- Седрик Хардвик — голос за кадром
- Джо Дерита — представитель военной полиции в джипе (в титрах не указан)
- Уильям Фиппс — Уош Перри

## Создание

### Предыстория
Ещё в 1925 году продюсер Сесиль Де Милль озаботился приобретением прав на постановку «Войны миров» для студии Paramount у автора романа и тогда же Роем Помероем был написан первый вариант сценария. В 1926 году началась подготовка съёмок немого чёрно-белого фильма, но Де Милля сценарий не устроил и дальше планов дело не пошло. Рукопись долгое время лежала в архивах студии. Айвор Монтегю предпринимал попытки начать съёмки в Великобритании и написал собственный вариант сценария «Войны миров», но не продвинулся дальше черновика. Предложения делались многим известным кинематографистам. Джесси Ласки обсуждал возможность возглавить съёмки фильма с Сергеем Эйзенштейном, который в 1930 году посетил Голливуд. Он предлагал советскому режиссёру на выбор сценарий по «Войне миров» или «Ученику дьявола», однако Эйзенштейн предпочёл начать съёмки картины «Да здравствует Мексика!». Переговоры безуспешно велись и с Альфредом Хичкоком. В 1938 году по мотивам этого сценария Орсоном Уэллсом была создана известная радиопостановка.
В начале 1950-х в кинематографическом мире начался бум фантастических фильмов и в Paramount также решили не оставаться в стороне. В 1950 году компания заключила договор с Джорджем Палом на два фильма. Он уже имел опыт продюсирования инновационной картины в жанре — «Место назначения — Луна», пользовавшейся успехом у аудитории и критиков. Также у Джорджа был за плечами проект «Великий Руперт», фильм, в котором были скомбинированы игровая и мультипликационная техника. Пал начал сотрудничество с фильма по роману «Когда миры столкнутся». Во время работы над этой картины в архивах кинокомпании Пал обнаружил заброшенный сценарий «Войны миров» и сразу увидел хороший потенциал заложенный в нём.
Пал предложил руководству компании в качестве следующего проекта «Войну миров» и получил предварительное согласие. К этому моменту Пал уже сделал выбор режиссёра. Байрон Хаскин только что закончил картину «Остров сокровищ» для Walt Disney и зарекомендовал себя как опытный профессионал, знакомый с производством картин связанных со специальными эффектами. В начале 1951 года Пал, вместе со сценаристом Бэрри Линдоном и Байроном Хаскином, начали писать сценарий заново. В основном трио пыталось сохранить дух заложенный в книге Гербертом Уэллсом, но по возможности приблизить сценарий к реалиям 1950-х годов: атомной угрозе, технологиям и современной тактике ведения войны. Тогда же соавторы решили перенести действие в окрестности Лос-Анджелеса, что намного облегчало съёмки. Главного  героя (который у Уэллса был безымянным) поначалу нарекли Брэдли и сделали майором американской армии, но позже он стал учёным. По причинам технических сложностей реализации создатели картины уже на этапе сценария отказались от изображения марсианских треножников и ограничились «летающими тарелками». 7 июня 1951 года черновой вариант сценария был готов.
В первом варианте Форрестер был женат (как и главный герой романа) и, потеряв в ходе катаклизма супругу, разыскивал её. Вице-президент компании Дон Хартман, прочитав сценарий, назвал его «полной ерундой» и выкинул его в мусорную корзину. Хартману не понравилось отсутствие «любовного интереса» у главного героя и чрезмерное, на его взгляд, насилие. Сценаристы учли поправки и решили внести в картину гораздо более заметную, по сравнению с первоисточником, романтическую линию, добавив главный женский персонаж — Сильвию. Джордж Пал переписал сценарий и, заручившись поддержкой Сесиля Де Милля, сделал вторую попытку, отдав текст на ознакомление сразу руководителю киностудии Фрэнку Фримену. Президент, ознакомившись с работой, одобрил начало производства картины.

### Подбор команды
Бюджет картины составил $2 млн Пал и Хаскин начали подбор команды. Первоначально на заглавную мужскую роль попробовали Ли Марвина. Однако, просмотрев пробы, продюсер решил, что здесь будет лучше смотреться лицо не столь примелькавшееся американской аудитории. Актёра с Бродвея Джина Барри заметили в малобюджетной фантастической картине «Атомный город» и утвердили его на роль Клэйтона Форрестера. На главную женскую роль взяли 24-летнюю начинающую актрису Энн Робинсон. До съёмок в «Войне миров» она снялась только в эпизодической роли в картине «Место под солнцем». Продюсер решил, что она подойдёт на роль «девушки из соседнего дома». Собственно Энн, хотя и получила главную роль, но даже не была «звездой» в обычном смысле. В ходе съёмок «Войны миров» она осталась наёмной актрисой киностудии с фиксированной зарплатой в $125 в неделю. Роль сурового генерала Манна досталась известному театральному актёру Лесу Тремейну. Сесиль Де Миль отклонил предложение стать голосом картины за кадром и эту роль исполнил Седрик Хардвик. Как представлялось продюсеру, его голос более соответствовал «английской» интонации, очень подходящей фильму по мотивам романа Уэллса.
Оператора Джорджа Бернса привлекли потому, что он был знаком с технологией производства стереокино. Именно такой поначалу видел продюсер всю будущую картину или по, крайней мере, её значительную часть. У Хаскина даже возникла идея снять в 3D только концовку, изображающую атомную бомбардировку марсиан. В тот момент, когда на экране герои должны были надеть чёрные светозащитные очки, то же самое должны были сделать и зрители. Идея не нашла поддержки у руководства Paramount, поскольку  Дон Хартман считал стереокино не более чем кратковременным увлечением в индустрии.

### Специальные эффекты
Первоначальная раскадровка картины была создана художником-постановщиком Альбертом Нозаки. Известный ещё по работе над «Место назначения — Луна» художник, специализировавшийся на астрономической тематике, Чесли Боунстелл нарисовал декорации и задники, в которых сняли ландшафты планет солнечной системы. Художникам Хэлу Перейра и Альберту Нозаки предстояло создать концепцию внешности марсиан и их фантастической техники. Режиссёр поддержал их стремление отойти от уже сложившихся стереотипов «летающего блюдца» и «зелёных человечков». Именно Нозаки в сотрудничестве с Боунстеллом придумал дизайн летательных аппаратов инопланетян, заимствованный у ската манты, добавив сверху характерный «излучатель». Модели летающих тарелок были изготовлены из меди и покрашены в красноватый оттенок. Они были около метра в диаметре и подвешивались на тонких тросах (хорошо заметных в кадре), посредством которых ими, словно марионетками, управляли операторы. Через тросы подавалось электричество и осуществлялось удалённое управление тарелкой: зажигались лампочки, выдвигался и поворачивался «излучатель».
Нозаки также создал внешность инопланетян — одноглазых монстров с тонкими трёхпалыми руками и бесформенным телом. Художник-гримёр Чарльз Гемора сконструировал из папье-маше и резины чучело марсианина. Хаскину модель понравилась, но он долгое время требовал от команды придумать решение — как заставить марсиан двигаться. Вариант с человеком, переодетым в костюм марсианина, его совершенно не устраивал, но другого способа выдумать не удалось. Переодетым марсианином стал всё тот же Чарльз Гемора, подошедший на «роль» из-за маленького роста. Внешность инопланетных захватчиков режиссёра так до конца и не устроила, и он старался, по возможности, держать их в кадре сбоку или в тени, так что их толком не разобрать. Марсиане, над костюмом которых Гемора работал более 6 месяцев, появляются в картине в общей сложности не более чем на 20 секунд.
Команду специальных эффектов возглавил Гордон Дженнингс. Все они изображались в соответствии с возможностями 1950-х годов. Значительные сложности возникли с иллюзией «испарения» людей и техники под ударами тепловых лучей марсиан. Реализован этот эффект был при помощи совмещения анимационных кадров в игровом фильме. Для одной только сцены пришлось нарисовать последовательно 144 изображения постепенно исчезающего тела на целлулоидной плёнке. Сами страшные «лучи смерти» захватчиков возникли на плёнке при помощи приёма двойной экспозиции. Падение метеорита-корабля марсиан создавалось при помощи анимации и отрисованных задников. Художники попытались создать нетривиальный эффект перемещения тарелок инопланетян при помощи трёх лучей, бьющих из-под их корпуса (создателям не хотелось расставаться с образом треножника), но для того времени это была слишком сложная затея. Замысел остался только на предварительных набросках. Дженнингс попробовал для дополнительного эффекта добавить электрические разряды, бьющие снизу корпуса тарелки, но это оказалось слишком сложно и пожароопасно. Электрические разряды можно заметить в первой сцене, где машины выбираются из кратера, образовавшегося после падения корабля.
Для изображения сцены разрушения города были использованы миниатюрные модели. В павильоне № 18 был возведён квартал Лос Анджелеса, вместе со зданием Сити-холл высотой около 2.5 метров. После этого квартал был разрушен небольшой порцией взрывчатки и запечатлён четырьмя  камерами на ускоренной киносъёмке. «Ядерный взрыв» сымитировали горючим цветным порошком, смешанным с горючим газом и подорванным электрическим разрядом. Комбинация дала эффектное грибовидное облако высотой около 20 метров. Для сцен, связанных с бомбардировщиком Northrop YB-49 и сцен разрушения городов, в фильм были подмонтированы документальные и архивные съёмки. Всего из $2 млн бюджета картины примерно $1,4 млн было потрачено на спецэффекты.

### Съёмки и выпуск в прокат
Съёмки картины начались 1 декабря 1951 года и заняли примерно 6 недель. Для съёмок использовалась 35-мм плёнка и технология Technicolor 3-strip. Она была связана с довольно громоздкой камерой, оборудованной системой призм, разбивавшей картинку на три цветных составляющих, каждая из которых переносилась на одну из трёх негативных плёнок. После проявки изображение переносилось на цветной позитив. Система была достаточно сложной в использовании, но давала хорошее качество картинки и цветопередачи, а также обеспечивала широкие возможности при монтаже для коррекции изображения.
Картина была главным образом снята в павильонах или в окрестностях студии. Улицы городка Линда Роза, а также Лос-Анджелеса были, в основном, воспроизведены при помощи декораций. Отдельная бригада операторов была отряжена в пустынную местность Аризоны — запечатлеть сражение американской армии с марсианами. Хаскин, пользуясь полной поддержкой подразделений армии расквартированных в штате, снял сцены связанные с военными действиями и перемещениями техники. Отдельные сцены, были сняты на улицах Лос-Анджелеса. Финальная сцена в церкви снималась в первой методистской церкви Лос-Анджелеса. Эпизоды, связанные с паникой и эвакуацией, также отчасти снимались на улицах города. За неделю до конца съёмок юристы компании неожиданно распорядились приостановить производство. Выяснилось, что права Paramount на экранизацию ограничены только немой версией картины. Пришлось поспешно связаться с сыном писателя Фрэнком Уэллсом и выкупить за дополнительные $7 тыс. права на звуковую версию. Натурные и павильонные съёмки были завершены в середине февраля 1952 года.
Этап предварительного монтажа картины и доработки визуальных эффектов продолжался до ноября 1952 года. Много времени и ресурсов отняли звуковые эффекты в картине, подготовленные командой звукорежиссёра Лорена Райдера. Они синтезировали странные шумы, издаваемые летающими тарелками марсиан и их оружием — воспроизведённые в студии сведением голоса трёх электрогитар, что стало одним из первых примеров электронной обработки звуков в кинематографе. Эти же звуковые эффекты были впоследствии использованы в картине 1996 года «Марс атакует!» Тимом Бёртоном для сопровождения атаки марсиан.
20 февраля 1953 года состоялась голливудская премьера картины. В Нью-Йорке в кинотеатрах фильм был запущен в прокат 13 августа. Массовый прокат по стране начался с конца августа 1953 года, так как студия решила, что это коммерчески наиболее оправданное время.

## Оценка

### Критика и восприятие
Картина была, в целом, с одобрением воспринята аудиторией и успешна в прокате. Оценка критики была противоречивой. Вполне органично смотрелся перенос сюжета романа Уэллса в современную американскую действительность. В фильме весьма профессионально были использованы, тогда ещё относительно новые, возможности цветного кино. Журнал Variety назвал картину одним из лучших обращений Голливуда к жанру кинофантастики своего времени. Отдельного упоминания заслужили спецэффекты. Сцены атаки инопланетян и уничтожения людей производили большое впечатление на зрителей. Импровизационно возникший сюжетный ход, связанный с нарочито невнятным изображением пришельцев, оказался весьма удачным и добавил саспенса настроению всего фильма. Дочь художника-постановщика картина Диана Гемора, которая помогала отцу создавать образ инопланетянина, вспоминала: «Я испугалась до смерти, увидев марсианина на экране, хотя участвовала в процессе его создания от начала до конца».
Актёрскую игру в фильме трудно отнести к лучшим образцам жанра; в сущности, актёры отрабатывали стандартные клише голливудских картин: мужественный учёный, его привлекательная подруга, жёсткий генерал. Босли Кроутер невысоко отозвался об актёрской игре и о сценарии, отметив то, что пришельцы и спецэффекты затмили собой диалоги. Впрочем и сам режиссёр, остался не особенно доволен исполнительским мастерством Энн Робинсон. Актриса в поздних интервью признавалась в том, что так никогда и не прочитала роман Уэллса.
Тема войны и гонки вооружений заметна в сценарии картины и перекликается с лейтмотивом критики империализма викторианской эпохи в книге Уэллса. Намёки на холодную войну, недавно прошедшие испытания ядерного оружия в СССР — были очень близки настроению типичного американского зрителя. Религиозный пафос, сопровождающий картину до последней минуты, большинство специалистов нашло чрезмерным и выдающим в ней явное пропагандистское начало. Священник, делающий совершенно бесполезную попытку вразумить марсиан чтением псалма, демонстрирует избитый в 1950-е годы штамп. Заканчивается картина нравоучительной фразой, воздающей должное божественному провидению, не забывшему создать на земле микробы. Это ещё раз подчёркивало то, что в годы холодной войны религия была важным идеологическим оружием.

«Война миров» — непростой текст, открытый для разных прочтений. Фильм Джорджа Пала попроще по ощущениям. Америка пятидесятых была сметена военной машиной, которая на этот раз пришла из космоса, но вполне могла бы происходить из советской России. Бактерии, уничтожившие марсиан, совсем не как у Уэллса, направлялись рукой бога. Фильм весьма действенен по посылу и содержит некий подтекст. Он скорее о будущем военного жанра, в большей степени чем книга — предупреждение о неподготовленности и его губительных последствиях.Оригинальный текст (англ.)The War of the Worlds is a complex text, open to a number of readings. The George Pal film based on it, The War of the Worlds , though, is rather simpler in its feel. Fifties America is smashed by a mighty war machine which happens, in this instance, to come from space, but which clearly stands for the might of Soviet Russia. The bacteria which undo them are clearly meant, as they are most certainly not in Wells, to act as stand-ins for the hand of God. The George Pal film is efficient and not hugely interesting, but, like the novel, it is actually about something. It is also, noticeably, more part of the future war genre than Wells' novel - it is a warning about unpreparedness and its terrible consequences
— Роз Кавени

### Значение и признание
Картина в целом была успешна в прокате и принесла около $2 млн (сборы в США). Она стала весьма важной вехой в карьере её создателей. Джордж Пал начал своё длительное плодотворное сотрудничество с Paramount и режиссёром Хоскином — вместе они создали целый ряд картин. Впоследствии Пал стал продюсером и режиссёром ещё одной картины по Уэллсу, но уже в MGM. В карьере Энн Робинсон картина стала фактически единственной значительной работой.
Наряду с такими известными лентами как «Нечто из иного мира», «День, когда остановилась Земля» и «Они!» картина стала этапной для развития жанра научно-фантастического фильма.  Исследователь Джон Флинн отметил в своей книге «Война миров: от Уэллса до Спилберга», что «Война миров» стала своего рода зеркалом своего времени. «В ней отразилось  жизнь, противоречивые темы, страхи и паранойя» писал он. Враждебно настроенных пришельцев нельзя было умиротворить — только уничтожить. Злодеи марсиане вошли в список 100 лучших злодеев AFI. Картина заложила современные традиции американских фантастических боевиков, в которых нападение на Америку символически отражает нападение на весь мир и именно с неё начинается и освобождение всего мира от некоей глобальной угрозы. Как стало типичным для современных боевиков — большая часть бюджета фильма ушла на спецэффекты.
Картина была в своё время высокобюджетным проектом «категории А» студии Paramount, однако, в дальнейшем она породила многочисленные подражания, в особенности в фильмах категории B и сериалах. В них часто обыгрывались и цитировались нападения инопланетян и также их внешний вид. Так, например, в телесериале «V» использована пространная цитата, связанная с нападением марсиан и разрушением Лос-Анджелеса. Со временем фильм Хаскина и сам стал восприниматься, как некий символ эксплуатационного фантастического кино. В 1988 году Paramount выпустила одноимённый телесериал, ставший сиквелом фильма 1953 года. Согласно замыслу создателей телесериала: в 1953 году не все пришельцы погибли, часть их впала в анабиоз. Через несколько десятилетий марсиане, сменив тактику, снова попытались захватить нашу планету. Главный персонаж сериала — сын Клейтона и Сильвии. Сериал выдержал два сезона. Сюжетный ход в картине «День независимости»  связанный с заражением вирусом центрального корабля инопланетян или приказом о бомбардировке инопланетян — аллюзия со сходными сценами фильма 1953 года. В одноимённой картине Стивена Спилберга 2005 года также содержатся явные отсылки к старому фильму и его даже иногда называют его ремейком. Как дань уважения старой «Войне миров» — Джин Барри и Энн Робинсон исполнили небольшие камео-роли в картине Спилберга.

### Награды и номинации
- 1954 — Премия «Оскар»
  - Лучшие визуальные эффекты
- Номинации 
  - Лучший монтаж
  - Лучший звук
- 1954 — премия Хьюго
  - лучшая драматическая постановка

### Переиздания
В 1967 году состоялся премьерный показ картины на телевизионном экране (канал NBC). В 1994 году фильм был издан на VHS и лазердиске. На DVD фильм был выпущен в 1999 году. Цифровое издание имело некоторые недостатки, в частности монозвук. В 2005 году было выпущено специальное издание, с улучшенным по качеству изображением и со стерео звучанием. Издание содержит большое количество дополнительных материалов и комментариев. В частности на нём можно услышать целиком знаменитую радиопостановку Орсона Уэллса 1938 года и исторический фильм посвящённый биографии Герберта Уэллса. Дополнительные материалы содержат сравнение с первоначальным сценарием 1930-х годов, а также подборку набросков художника-постановщика к картине. Своими воспоминаниями делятся Альфред Назаки, Джин Барри и Энн Робинсон.

## Комментарии
1. ↑  Джордж Пал был весьма набожным человеком и это нашло отражение в других его картинах («Покорение космоса»), а Герберт Уэллс был убеждённым атеистом.